# Lipopeptide
Un lipopeptide è una molecola costituita da un lipide collegato a un peptide ed è tipica del mondo batterico. I lipopeptidi sono in grado di autoassemblarsi in diverse strutture.

## Attività farmacologica
Alcuni sono usati come antibiotici, mentre altri sono agonisti dei recettori Toll-simili. I lipopeptidi con una maggiore quantità di atomi di carbonio nella propria coda lipidica, ad esempio attorno ai 14 o 16, generalmente mostrano attività sia antibatterica che antifungina. Alcuni lipopeptidi possono avere attività emolitica.
È stato dimostrato che la loro attività è generalmente collegata alle interazioni con la membrana plasmatica, e in questa interazione i componenti sterolici della membrana plasmatica potrebbero svolgere un ruolo importante.
È noto che, generalmente, l'aggiunta di un gruppo lipidico di una data lunghezza (tipicamente C10-C12) a un lipopeptide aumenti la sua attività battericida.

## Detergenti lipopeptidici
I detergenti lipopeptidici (LPD) sono composti da anfifili e due catene alchiliche collocate sull'ultima parte dello scheletro peptidico. Sono stati progettati per imitare l'architettura delle membrane naturali in cui due catene alchiliche in una molecola lipidica interagiscono visivamente con il segmento idrofobo delle proteine di membrana.